# Ямхад
Ямхад — древнее аморейское царство Сирии. Существовало в XIX—XV веках до н. э. Центрами Ямхада считались города Халеб (Алеппо) и Алалах, расположенные между озером Амик и большой излучиной Евфрата.

## Расцвет
Первые упоминания о Ямхаде относятся к XX веку до н. э., однако имена его ранних царей неизвестны. В начале XVIII века до н. э. здесь правил Суму-эпух (Сумуэпух). Его преемники расширили пределы государства. В период наивысшего могущества Ямхада зона его влияния включала государство Мукиш и простиралась от северного побережья Сирии и малоазийского Тавра до излучины Евфрата и Каркемиша (возможно, оно распространялось и дальше на юг, за пределы большой излучины).

## Хеттская угроза
Однако около середины XVII века до н. э. Ямхад распался под ударами хеттов. Хеттский царь Хаттусили I завоевал Алалах и Уршу, лишив Халеб выхода к Средиземному морю. В конце XVII века до н. э. его преемник Мурсили I смог захватить сам город Халеб и сделал здешних царей своими вассалами.

## Хурритская угроза
Однако вскоре Хеттское царство само пришло в упадок и главными противниками Ямхада стали хурриты. В конце XVI века до н. э. Идри-ми, сын халебского царя Илимилиммы I был даже вынужден бежать из города, в который мог вернуться лишь только после долгой войны с митаннийским царём Парраттарной. В конце концов Идрими всё же вынужден был признать над собой власть митаннийского царства. Ещё более полным было подчинение сына Идрими — Никмепы II, митаннийскому царю Шауштатару. Сын Никмепы II, Илимилимма II — последний известный царь Халеба. Возможно, после него Ямхад прекратил своё существование.

## Династия Ямхада
Цари Халеба
Сроки правления приблизительны и приводятся согласно Средней хронологии
| Царь          | Правление                                       | Титул        | Отношение к предыдущему царю                        |
| ------------- | ----------------------------------------------- | ------------ | --------------------------------------------------- |
| Суму-эпух     | ок. 1810 — ок. 1780 год до н. э.                | Царь         |                                                     |
| Ярим-Лим I    | ок. 1780 — ок. 1764 год до н. э.                | Великий царь | Сын                                                 |
| Хаммурапи I   | ок. 1764 — ок. 1750 год до н. э.                | Великий царь | Сын                                                 |
| Абба-Эль I    | ок. 1750 — ок. 1720 год до н. э.                | Великий царь | Сын                                                 |
| Ярим-Лим II   | ок. 1720 — ок. 1700 год до н. э.                | Великий царь | Сын                                                 |
| Никмепа I     | ок. 1700 — ок. 1675 год до н. э.                | Великий царь | Сын                                                 |
| Иркабтум      | ок. 1675 — сер. XVII века до н. э.              | Великий царь | Сын                                                 |
| Хаммурапи II  | сер. XVII века до н. э.                         | Великий царь | Возможно брат                                       |
| Ярим-Лим III  | сер. XVII века до н. э. — ок. 1625 год до н. э. | Великий царь | брат Иркабтума                                      |
| Хаммурапи III | ок. 1625 — ок. 1600 год до н. э.                | Царь         | Сын                                                 |
| Сарра-Эль     | нач. XVI века до н. э.                          | Царь         | Возможно сын Ярим-Лима III.                         |
| Абба-Эль II   | сер. XVI века до н. э.                          | Царь         | Сын                                                 |
| Илим-илимма I | сер. XVI века до н. э. — ок. 1525 год до н. э.  | Царь         | Возможно сын                                        |
|               |                                                 |              |                                                     |
| Вантарашшура  |                                                 | Царь         | Вассал Митанни, современник царя Алалаха Никмепы II |

Цари Алалаха
Являлись вассалами Митанни
| Царь           | Правление                  | Титул | Отношение с предыдущим царем |
| -------------- | -------------------------- | ----- | ---------------------------- |
| Идри-ми        | кон. XVI века до н. э.     | Царь  | Сын Илим-илиммы I            |
| Никмепа II     | пер. пол. XV века до н. э. | Царь  | Сын Идри-ми                  |
| Илим-илимма II | сер. XV века до н. э.      | Царь  | Сын                          |

Царство аннексировано Хеттским царством, а управление в Халебе осуществляется хеттскими князьями
| Царь           | Правление                  | Титул | Отношение с предыдущим царем      |
| -------------- | -------------------------- | ----- | --------------------------------- |
| Телепину       | ок. 1340 года до н. э.     | Царь  | Сын хеттского царя Суппилулиумы I |
| Тальми-Шаррума | ок. 1330 года до н. э.     | Царь  |                                   |
| Римишарина     | сер. 1200-х годов до н. э. | Царь  |                                   |

После распада около 1200 года до н. э. Хеттского царства, регион Халеба подпадает под власть арамейского сиро-хеттского царства Бит-Агуси, а около 1000 года до н. э. Халеб становится столицей Хатарикка-Лухути. С IX века до н. э. регион Халеба является переходящей территорией разных царств, пока не входит в состав империи Ахеменидов.